# گرلز جنریشن-اوه! جی‌جی
گرلز جنریشن-اوه! جی‌جی (به کره‌ای: 소녀시대-Oh!GG) دومین زیرگروه از گروه دخترانهٔ کره‌ایِ گرلز جنریشن است. این زیرگروه در اوت سال ۲۰۱۸ و توسط اس.ام. اینترتینمنت تشکیل شد. «اوه! جی‌جی» از پنج عضو گروه گرلز جنریشن تشکیل شده که عبارتند از: ته‌یان، یونآ، یوری، سانی و هیویان.
این زیرگروه به صورت رسمی از ۵ سپتامبر ۲۰۱۸ فعالیت خود را آغاز کرد. اولین موزیک ویدیو آنها که برای تک‌آهنگ لمس کوچولو بود که توانست در ۲۴ ساعت، بیش از ۹ میلیون بازدید در یوتیوب داشته باشد. این تعداد بازدید، رکورد بازدید از ویدیوهای کمپانی اس.ام. را شکست. همچنین؛ رکورد پربازدیدترین ویدیو از یک زیرگروه هم توسط اوه! جی‌جی شکسته شد. نماهنگ این آهنگ نیز اولین موزیک ویدیو از یک زیرگروه در تاریخ موسیقی کره است که به صد میلیون بازدید می‌رسد.

## تاریخچه
در ۹ اکتبر ۲۰۱۸، سویانگ، سوهیان و تیفانی تصمیم گرفتند که کمپانی اس. ام. اینترتینمنت را ترک کنند. در نتیجهٔ این تصمیم، گروه گرلز جنریشن برای مدتی وارد حالت استراحت شد. کمپانی بعدها اعلام کرد که گروه منحل نشده و فعالیت‌های آیندهٔ گروه و سه عضوی که کمپانی را ترک کرده‌اند، مورد بحث قرار خواهد گرفت.
در اوت ۲۰۱۸، اس.ام. از «اوه! جی‌جی» به عنوان دومین زیرگروه رونمایی کرد، که از اعضایی تشکیل شده بود که هنوز با اس.ام. قرارداد داشتند. این زیرگروه در ۵ سپتامبر ۲۰۱۸ و با آلبوم کوتاه « لمس کوچولو» فعالیت خود را آغاز کرد. این آلبوم در دو نسخهٔ فیزیکی و دیجیتال منتشر شد این آلبوم تشکیل شده از دو تک‌آهنگ «لمس کوچولو» و «فرماتا» (توقف) و نسخه‌های بی‌کلامی آنهاست که در مجموع چهار ترانه را شامل می‌شود.

## ترانه‌شناسی

### آلبوم کوتاه
| عنوان      | جزئیات آلبوم | بالاترین جایگاه در جدول | فروش           |
| عنوان      | جزئیات آلبوم | کره                     | فروش           |
| ---------- | --- | ----------------------- | -------------- |
| لمس کوچولو | تاریخ انتشار: ۵ سپتامبر ۲۰۱۸ - کمپانی: اس. ام. اینترتینمنت • آی‌ریور - فرمت‌ها: سی‌دی، کارت هوشمند و دانلود دیجیتال | ۳                       | - کره: ۴۳/۱۹۱+ |

### تک‌آهنگ‌ها
| عنوان        | سال  | بالاترین رتبه | بالاترین رتبه      | بالاترین رتبه | بالاترین رتبه | بالاترین رتبه | آلبوم      |
| عنوان        | سال  | کره           | ۱۰۰ آهنگ محبوب کره | ژاپن          | نیوزلند       | جهانی         | آلبوم      |
| ------------ | ---- | ------------- | ------------------ | ------------- | ------------- | ------------- | ---------- |
| «لمس کوچولو» | ۲۰۱۸ | ۷             | ۴                  | ۳۳            | ۳۹            | ۳             | لمس کوچولو |

## فیلم‌شناسی

### نماهنگ
| سال  | عنوان      | کارگردان(ها)   | منبع.  |
| ---- | ---------- | -------------- | ------ |
| ۲۰۱۸ | لمس کوچولو | Vikings League | [ ۱۱ ] |

### برنامهٔ تلویزیونی
| سال  | عنوان            | شبکه                                 | توضیحات                      |
| ---- | ---------------- | ------------------------------------ | ---------------------------- |
| ۲۰۱۸ | دخترا در استراحت | - تلویزیون ناور - و-لایو - جی‌تی‌بی‌سی۲ | شروع پخش از سوم سپتامبر ۲۰۱۸ |